# Leptothorax creightoni
Leptothorax creightoni är en myrart som först beskrevs av Mann 1929.  Leptothorax creightoni ingår i släktet smalmyror, och familjen myror. Inga underarter finns listade i Catalogue of Life.